# Olympische Zwischenspiele 1906/Schießen
| Schießen bei den Olympischen Zwischenspielen | Schießen bei den Olympischen Zwischenspielen |
| Olympische Ringe · Schießen                  | Olympische Ringe · Schießen                  |
| Informationen                                | Informationen                                |
| -------------------------------------------- | -------------------------------------------- |
| Teilnehmer:                                  | 68 Athleten                                  |
| Datum:                                       | 23. April–28. April                          |
| Wettkampfort:                                | Athen                                        |
| Entscheidungen:                              | 12                                           |
| Olympische Ringe                             | Schießen                                     |

| Olympische Zwischenspiele 1906 (Medaillenspiegel Schießen) | Olympische Zwischenspiele 1906 (Medaillenspiegel Schießen) | Olympische Zwischenspiele 1906 (Medaillenspiegel Schießen) | Olympische Zwischenspiele 1906 (Medaillenspiegel Schießen) | Olympische Zwischenspiele 1906 (Medaillenspiegel Schießen) | Olympische Zwischenspiele 1906 (Medaillenspiegel Schießen) |
| Platz                                                      | Mannschaft                                                 | Goldmedaillen                                              | Silbermedaillen                                            | Bronzemedaillen                                            | Total                                                      |
| ---------------------------------------------------------- | ---------------------------------------------------------- | ---------------------------------------------------------- | ---------------------------------------------------------- | ---------------------------------------------------------- | ---------------------------------------------------------- |
| 01                                                         | Schweiz                                                    | 5                                                          | 6                                                          | 4                                                          | 15                                                         |
| 02                                                         | Frankreich                                                 | 4                                                          | 3                                                          | 5                                                          | 12                                                         |
| 03                                                         | Norwegen                                                   | 3                                                          | 2                                                          | 1                                                          | 6                                                          |
| 04                                                         | Griechenland                                               | 2                                                          | 3                                                          | 3                                                          | 8                                                          |
| 05                                                         | Großbritannien                                             | 2                                                          | —                                                          | 2                                                          | 4                                                          |
| 06                                                         | Schweden                                                   | —                                                          | 1                                                          | 1                                                          | 2                                                          |
| 07                                                         | Königreich Italien                                         | —                                                          | 1                                                          | —                                                          | 1                                                          |

Bei den Olympischen Zwischenspielen 1906 in Athen wurden 12 Wettbewerbe im Schießen ausgetragen.

## Männer

### Schnellfeuerpistole (25 m)
| Platz | Land | Athlet             | Treffer/Ringe |
| ----- | ---- | ------------------ | ------------- |
| 1     | FRA  | Maurice Lecoq      | 30 T 258 R    |
| 2     | FRA  | Léon Moreaux       | 30 T 249 R    |
| 3     | GRE  | Aristidis Rangavis | 30 T 244 R    |

Es wurden 30 Schuss in Sechser-Serien auf eine 25 m entfernte Scheibe mit 10 Ringen und einem Durchmesser von 30 cm abgegeben. Gesamtzeit 10 Minuten, drei Probeschüsse.

### Duellpistole (20 m)
| Platz | Land | Athlet            | Treffer/Ringe |
| ----- | ---- | ----------------- | ------------- |
| 1     | FRA  | Léon Moreaux      | 30 T 242 R    |
| 2     | ITA  | Cesare Liverziani | 30 T 233 R    |
| 3     | FRA  | Maurice Lecoq     | 29 T 231 R    |

Es wurden 30 Schuss in Sechser-Serien auf eine 20 m entfernte Scheibe mit 10 Ringen und einem Durchmesser von 19 cm abgegeben. Gesamtzeit 10 Minuten, drei Probeschüsse.

### Duellpistole (25 m)
| Platz | Land | Athlet                 | Treffer/Ringe |
| ----- | ---- | ---------------------- | ------------- |
| 1     | GRE  | Konstantinos Skarlatos | 29 T 133 P    |
| 2     | SWE  | Johan Hübner von Holst | 27 T 115 P    |
| 3     | SWE  | Vilhelm Carlberg       | 26 T 115 P    |

Es wurden 30 Schuss in 10er-Serien nach Kommando auf eine 25 m entfernte Personensilhouette abgegeben, die folgende Trefferpunkte (P) hatte: Rumpf Mitte 5 P, Rumpf vorne und hinten 4 P, Kopf 3 P, Hüften und Oberschenkel 3 P, Knie 2 P, Unterschenkel 1 P

### Freier Revolver (50 m)
| Platz | Land | Athlet             | Treffer/Ringe |
| ----- | ---- | ------------------ | ------------- |
| 1     | GRE  | Georgios Orfanidis | 30 T 221 R    |
| 2     | FRA  | Jean Fouconnier    | 30 T 219 R    |
| 3     | GRE  | Aristidis Rangavis | 30 T 218 R    |

Es wurden 30 Schuss in Sechser-Serien auf eine 50 m entfernte Scheibe mit 10 Ringen und einem Durchmesser von 50 cm abgegeben. Gesamtzeit 10 Minuten, drei Probeschüsse.

### Militärrevolver (20 m)
| Platz | Land | Athlet                 | Treffer/Ringe |
| ----- | ---- | ---------------------- | ------------- |
| 1     | SUI  | Louis-Marcel Richardet | 30 T 253 R    |
| 2     | GRE  | Alexandros Theofilakis | 30 T 250 R    |
| 3     | GRE  | Georgios Skotadis      | 30 T 240 R    |

Es wurden 30 Schuss in Sechser-Serien auf eine 25 m entfernte Scheibe mit 10 Ringen und einem Durchmesser von 30 cm abgegeben. Gesamtzeit 10 Minuten, drei Probeschüsse.

### Militärrevolver (20 m, Modell des Jahres 1874)
| Platz | Land | Athlet          | Treffer/Ringe |
| ----- | ---- | --------------- | ------------- |
| 1     | FRA  | Jean Fouconnier | 30 T 219 R    |
| 2     | FRA  | Raoul de Boigne | 30 T 216 R    |
| 3     | FRA  | Hermann Martin  | 30 T 215 R    |

Es wurden 30 Schuss in Sechser-Serien auf eine 25 m entfernte Scheibe mit 10 Ringen und einem Durchmesser von 30 cm abgegeben. Gesamtzeit 10 Minuten, drei Probeschüsse.

### Militärgewehr (300 m)
| Platz | Land | Athlet                 | Treffer/Ringe |
| ----- | ---- | ---------------------- | ------------- |
| 1     | SUI  | Louis-Marcel Richardet | 30 T 238 R    |
| 2     | SUI  | Jean Reich             | 29 T 234 R    |
| 3     | FRA  | Raoul de Boigne        | 30 T 232 R    |

Es wurden 30 Schuss in Zehner-Serien auf eine 300 m entfernte Scheibe mit 10 Ringen und einem Durchmesser von 100 cm abgegeben. Zeit 30 Minuten je Serie, drei Probeschüsse, Anschlag wahlweise stehend oder kniend.

### Militärgewehr (200 m, Modell des Jahres 1874)
| Platz | Land | Athlet                 | Treffer/Ringe |
| ----- | ---- | ---------------------- | ------------- |
| 1     | FRA  | Léon Moreaux           | 30 T 187 R    |
| 2     | SUI  | Louis-Marcel Richardet | 29 T 187 R    |
| 3     | SUI  | Jean Reich             | 28 T 183 R    |

Es wurden 30 Schuss in Zehner-Serien auf eine 200 m entfernte Scheibe mit 10 Ringen und einem Durchmesser von 80 cm abgegeben. Zeit 30 Minuten je Serie, drei Probeschüsse, Anschlag wahlweise stehend oder kniend.

### Freies Gewehr, Einzel (300 m)
| Platz | Land | Athlet                      | Treffer/Ringe |
| ----- | ---- | --------------------------- | ------------- |
| 1     | SUI  | Marcel Meyer de Stadelhofen | 30 T 243 R    |
| 2     | SUI  | Konrad Stäheli              | 30 T 238 R    |
| 3     | FRA  | Léon Moreaux                | 30 T 234 R    |

Es wurden 30 Schuss in Zehner-Serien auf eine 300 m entfernte Scheibe mit 10 Ringen und einem Durchmesser von 100 cm abgegeben. Zeit 30 Minuten je Serie, drei Probeschüsse, Anschlag wahlweise stehend oder kniend.

### Freies Gewehr, Mannschaft (300 m)
| Platz | Land | Athlet                                                                                          | Treffer/Ringe |
| ----- | ---- | ----------------------------------------------------------------------------------------------- | ------------- |
| 1     | SUI  | Konrad Stäheli, Louis-Marcel Richardet, Alfred Grütter, Jean Reich, Marcel Meyer de Stadelhofen | 599 T 4617 R  |
| 2     | NOR  | Ole Holm, Albert Helgerud, John Møller, Gudbrand Skatteboe, Julius Braathe                      | 599 T 4534 R  |
| 3     | FRA  | Léon Moreaux, Raoul de Boigne, Jean Fouconnier, Maurice Fauré, Maurice Lecoq                    | 598 T 4511 R  |

Es wurden von allen fünf Schützen einer Mannschaft 3 × 40 Schuss (stehend, kniend und liegend) auf eine 300 m entfernte Scheibe mit 10 Ringen und einem Durchmesser von 100 cm abgegeben. Gesamtzeit für jede Mannschaft 9 Stunden, 30 Probeschüsse.

### Tontaubenschießen (Trap)
| Platz | Land | Athlet          | Tauben |
| ----- | ---- | --------------- | ------ |
| 1     | GBR  | Gerald Merlin   | 24     |
| 2     | GRE  | Ioannis Peridis | 24     |
| 3     | GBR  | Sidney Merlin   | 23     |

30 Schuss auf einzeln hochgeworfene Tonscheiben. Die Entscheidung zwischen Gold und Silber fiel in einem Stechen.

### Tontaubenschießen, Doppelschuss (Trap)
| Platz | Land | Athlet             | Tauben |
| ----- | ---- | ------------------ | ------ |
| 1     | GBR  | Sidney Merlin      | 15     |
| 2     | GRE  | Anastasios Metaxas | 13     |
| 3     | GBR  | Gerald Merlin      | 12     |

20 Schuss (10 Doppelschüsse) auf zwei gleichzeitig hochgeworfene Tonscheiben in 14 m Entfernung.

## Inoffizielle Wettbewerbe
Beim Mannschaftswettkampf mit dem freien Gewehr waren für jede Nation 5 Schützen am Start, die jeweils 40 Schuss in stehender, kniender und liegender Stellung abgeben mussten. Die Einzelergebnisse jeder Stellung und das Ergebnis in Summe aller drei Stellungen (Dreistellungskampf) wurden für jeden Schützen gesondert festgehalten. Die besten Schützen wurden anschließend mit einem Preis geehrt (keine Medaillen). Es handelte sich dabei nur um eine inoffizielle Wertung, eine Aufnahme in die offiziellen Siegerlisten der Spiele fand nicht statt.

### Freies Gewehr, liegend
| Platz | Land     | Athlet                 | Treffer/Ringe |
| ----- | -------- | ---------------------- | ------------- |
| 1     | Norwegen | Gudbrand Skatteboe     | 40 T 339 R    |
| 2     | Schweiz  | Louis-Marcel Richardet | k. A.         |
| 3     | Schweiz  | Konrad Stäheli         | k. A.         |

### Freies Gewehr, kniend
| Platz | Land    | Athlet                      | Treffer/Ringe |
| ----- | ------- | --------------------------- | ------------- |
| 1     | Schweiz | Konrad Stäheli              | 40 T 340 R    |
| 2     | Schweiz | Louis-Marcel Richardet      | k. A.         |
| 3     | Schweiz | Marcel Meyer de Stadelhofen | k. A.         |

### Freies Gewehr, stehend
| Platz | Land     | Athlet             | Treffer/Ringe |
| ----- | -------- | ------------------ | ------------- |
| 1     | Norwegen | Gudbrand Skatteboe | 40 T 324 R    |
| 2     | Norwegen | Julius Braathe     | k. A.         |
| 3     | Norwegen | Albert Helgerud    | k. A.         |

### Freies Gewehr, Dreistellungskampf
| Platz | Land     | Athlet             | Treffer/Ringe |
| ----- | -------- | ------------------ | ------------- |
| 1     | Norwegen | Gudbrand Skatteboe | 120 T 973 R   |
| 2     | Schweiz  | Konrad Stäheli     | k. A.         |
| 3     | Schweiz  | Jean Reich         | k. A.         |